# Luis Barragán
Luis Barragán Morfin (9. března 1902 Guadalajara, Jalisco, Mexiko – 22. listopadu 1988 Ciudad de México, Mexiko) je považován[kým?] za jednoho z nejvýznamnějších mexických architektů 20. století.[zdroj⁠?!]

## Biografie
Vystudoval inženýrství v roce 1923 a architektuře se učil sám. Po studiích cestoval po Maroku, Španělsku a Francii (tam navštěvoval přednášky Le Corbusiera). Mezi lety 1927–1936 působil jako architekt v Guadalajaře a poté v Ciudad de México. Vytvářel různé druhy staveb, např. rodinné domy, fontány nebo zahrady. V roce 1980 se stal druhým laureátem Pritzkerovy ceny. Jeho dům a ateliér, který postavil v roce 1948, byl v roce 2004 zařazen na seznam světového dědictví UNESCO.

## Galerie

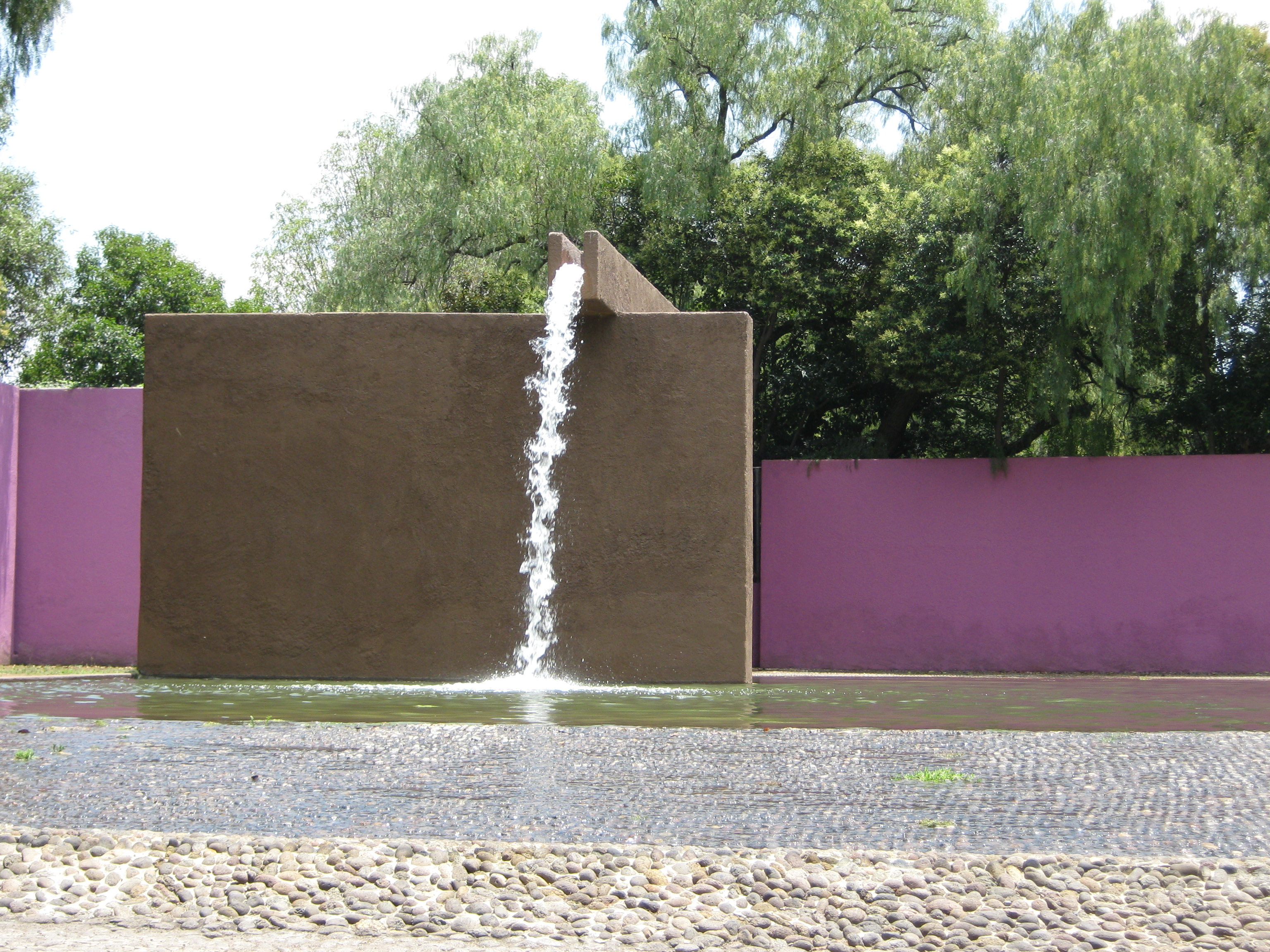
Fuente de los Amantes
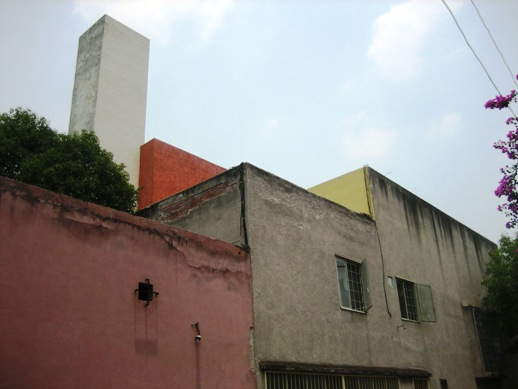
Dům a ateliér